# Парабола
Пара́бола (греч. παραβολή — приближение) — плоская кривая, один из типов конических сечений.

## Определение
Античные математики определяли параболу как результат пересечения кругового конуса с плоскостью, которая не проходит через вершину конуса и параллельна его образующей (см. рисунок).
В аналитической геометрии удобнее эквивалентное определение: парабола есть геометрическое место точек на плоскости, для которых расстояние до заданной точки (фокуса) равно расстоянию до заданной прямой (директрисы) (см. рисунок).
Если фокус лежит на директрисе, то парабола вырождается в прямую. 
Наряду с эллипсом и гиперболой, парабола является коническим сечением. Она может быть определена как коническое сечение с единичным эксцентриситетом.

Парабола в семействе конических сечений

## Вершина
Точка параболы, ближайшая к её директрисе, называется вершиной этой параболы. Вершина является серединой перпендикуляра, опущенного из фокуса на директрису.

## Уравнения
Каноническое уравнение параболы в прямоугольной системе координат:
{\displaystyle \textstyle y^{2}=2px,p>0} (или {\displaystyle \textstyle x^{2}=2py}, если поменять местами оси координат).
Число p называется фокальным параметром, оно равно расстоянию от фокуса до директрисы. Поскольку каждая точка параболы равноудалена от фокуса и директрисы, то и вершина — тоже, поэтому она лежит между фокусом и директрисой на расстоянии {\displaystyle {\frac {p}{2}}} от обоих.
| Вывод |
| --- |
| Уравнение директрисы PQ: {\displaystyle \textstyle x+{\frac {p}{2}}=0}, фокус F имеет координаты {\displaystyle \left({\frac {p}{2}};0\right).} Таким образом, начало координат O — середина отрезка CF. По определению параболы, для любой точки M, лежащей на ней, выполняется равенство KM = FM. Далее, поскольку {\displaystyle {\textrm {KM=KD+DM}}={\frac {p}{2}}+x} и {\displaystyle {\textrm {FM}}={\sqrt {\left(x-{\frac {p}{2}}\right)^{2}+y^{2}}}}, то равенство приобретает вид: {\displaystyle {\sqrt {\left(x-{\frac {p}{2}}\right)^{2}+y^{2}}}={\frac {p}{2}}+x.} После возведения в квадрат и некоторых преобразований получается равносильное уравнение {\displaystyle y^{2}=2px.} |

### Парабола, заданная квадратичной функцией
Квадратичная функция {\displaystyle y=ax^{2}+bx+c} при {\displaystyle a\neq 0} также является уравнением параболы и графически изображается той же параболой, что и {\displaystyle y=ax^{2},} но в отличие от последней имеет вершину не в начале координат, а в некоторой точке A, координаты которой вычисляются по формулам:
{\displaystyle x_{\textrm {A}}=-{\dfrac {b}{2a}},\;y_{\textrm {A}}=-{\dfrac {\mathcal {D}}{4a}},} где {\displaystyle {\mathcal {D}}=b^{2}-4ac} — дискриминант квадратного трёхчлена.
Ось симметрии параболы, заданной квадратичной функцией, проходит через вершину параллельно оси ординат. При a > 0 (a < 0) фокус лежит на этой оси над (под) вершиной на расстоянии 1/4a, а директриса — под (над) вершиной на таком же расстоянии и параллельна оси абсцисс. Уравнение {\displaystyle y=ax^{2}+bx+c} может быть представлено в виде {\displaystyle y=a(x-x_{\textrm {A}})^{2}+y_{\textrm {A}},} а в случае переноса начала координат в точку A уравнение параболы превращается в каноническое. Таким образом, для каждой квадратичной функции можно найти систему координат такую, что в этой системе уравнение соответствующей параболы представляется каноническим. При этом {\displaystyle p={\frac {1}{|2a|}}.}

### Общее уравнение параболы
В общем случае парабола не обязана иметь ось симметрии, параллельную одной из координатных осей. Однако, как и любое другое коническое сечение, парабола является кривой второго порядка и, следовательно, её уравнение на плоскости в декартовой системе координат может быть записано в виде квадратного многочлена:
{\displaystyle Ax^{2}+Bxy+Cy^{2}+Dx+Ey+F=0.}
Если кривая второго порядка, заданная в таком виде, является параболой, то составленный из коэффициентов при старших членах дискриминант {\displaystyle B^{2}-4AC} равен нулю.

### Уравнение в полярной системе
Парабола в полярной системе координат {\displaystyle (\rho ,\vartheta )} с центром в фокусе и нулевым направлением вдоль оси параболы (от фокуса к вершине) может быть представлена уравнением
{\displaystyle \rho (1-\cos \vartheta )=p,}
где p — фокальный параметр (расстояние от фокуса до директрисы или удвоенное расстояние от фокуса до вершины)

### Уравнение в подерной системе
Парабола в подерной системе координат {\displaystyle (r,p)} с центром в фокусе и параметром {\displaystyle a}, равным расстоянию от фокуса до вершины параболы, может быть представлена следующим уравнением:
{\displaystyle p^{2}=ar.}

### Расчёт коэффициентов квадратичной функции
Если для уравнения параболы с осью, параллельной оси ординат, {\displaystyle y=ax^{2}+bx+c} известны координаты трёх различных точек параболы {\displaystyle (x_{1};y_{1}),\;(x_{2};y_{2}),\;(x_{3};y_{3}),} то его коэффициенты могут быть найдены так:
{\displaystyle a={\frac {y_{3}-{\tfrac {x_{3}(y_{2}-y_{1})+x_{2}y_{1}-x_{1}y_{2}}{x_{2}-x_{1}}}}{x_{3}(x_{3}-x_{1}-x_{2})+x_{1}x_{2}}},\ \ b={\frac {y_{2}-y_{1}}{x_{2}-x_{1}}}-a(x_{1}+x_{2}),\ \ c={\frac {x_{2}y_{1}-x_{1}y_{2}}{x_{2}-x_{1}}}+ax_{1}x_{2}.}
Если же заданы вершина {\displaystyle (x_{0};y_{0})} и старший коэффициент {\displaystyle a}, то остальные коэффициенты и корни вычисляются по формулам:
{\displaystyle b=-2ax_{0}}
{\displaystyle c=ax_{0}^{2}+y_{0}}
{\displaystyle x_{1}=x_{0}+{\sqrt {-{\frac {y_{0}}{a}}}}}
{\displaystyle x_{2}=x_{0}-{\sqrt {-{\frac {y_{0}}{a}}}}}

## Свойства

Отражательное свойство параболы (оптика)

Расстояние от P_{n} до фокуса F такое же, как и от P_{n} до Q_{n} (на директрисе L)

Длина линий FP_{n}Q_{n} одинакова. Можно сказать, что, в отличие от эллипса, второй фокус у параболы — в бесконечности (см. также Шары Данделена)

- Парабола — кривая второго порядка.
- Она имеет ось симметрии, называемой осью параболы. Ось проходит через фокус и вершину перпендикулярно директрисе.
- Оптическое свойство. Пучок лучей, параллельных оси параболы, отражаясь в параболе, собирается в её фокусе. И наоборот, свет от источника, находящегося в фокусе, отражается параболой в пучок параллельных её оси лучей. Сигнал также придет в одной фазе, что важно для антенн.
- Если фокус параболы отразить относительно касательной, то его образ будет лежать на директрисе.
- Множество всех точек, из которых парабола видна под прямым углом, есть директриса.
- Отрезок, соединяющий середину произвольной хорды параболы и точку пересечения касательных к ней в концах этой хорды, перпендикулярен директрисе, а его середина лежит на параболе.
- Парабола является антиподерой прямой.
- Все параболы подобны. Расстояние между фокусом и директрисой определяет масштаб.
- Траектория фокуса параболы, катящейся по прямой, есть цепная линия[5].
- Описанная окружность треугольника, описанного около параболы, проходит через её фокус, а точка пересечения высот лежит на её директрисе

## Связанные определения
- При вращении параболы вокруг оси симметрии получается эллиптический параболоид.

## Подера параболы
Любая парабола имеет подеру — циркулярную кривую 3-го порядка на комплексной проективной плоскости.

Подеры параболы
Прямая — полюс подеры в фокусе параболы
Циссоида Диокла — полюс подеры на вершине параболы
Строфоида {\displaystyle {\scriptstyle (y+1)(x^{2}+y(y+1))+x^{2}=0}} — полюс подеры в центре директрисы параболы {\displaystyle {\scriptstyle x^{2}=4y}}
Офиурида {\displaystyle {\scriptstyle (y+1)(x(x-2)+y(y+1))+(x-2)^{2}=0}} — полюс подеры не в центре директрисы параболы {\displaystyle {\scriptstyle x^{2}=4y}}
Прямая конхоида Слюза {\displaystyle {\scriptstyle (y-4)(x^{2}+y(y-4))+x^{2}=0}} — полюс подеры внутри на оси не в фокусе параболы {\displaystyle {\scriptstyle x^{2}=4y}}
Конхоида Слюза {\displaystyle {\scriptstyle (y-4)(x(x-2)+y(y-4))+(x-2)^{2}=0}} — полюс подеры внутри не на оси параболы {\displaystyle {\scriptstyle x^{2}=4y}}

Не умаляя общности, уравнение произвольной параболы можно записать в следующем виде:
{\displaystyle y^{2}=4px,} или {\displaystyle x^{2}=4py,}
где {\displaystyle p} — расстояние от фокуса параболы до её вершины и от вершины до директрисы.
Тогда подера произвольной параболы {\displaystyle y^{2}=4px} относительно произвольного полюса {\displaystyle (a,\;b)} есть дефективная гипербола с двойной точкой {\displaystyle (a,\;b)}, асимптотой {\displaystyle a-p} и следующим уравнением:
{\displaystyle (x-a)(y(y-b)+x(x-a))+p(y-b)^{2}=0.}
Другими словами, имеет место следующее утверждение:
подера параболы — это рациональная циркулярная кривая 3-го порядка.
Найдём вещественное неявное уравнение {\displaystyle f(x,\;y)} подеры параболы {\displaystyle y^{2}=4px} относительно полюса {\displaystyle (a,\;b)}. Текущая точка кривой — {\displaystyle (x_{0},\;y_{0})}.
Уравнение касательной к параболе {\displaystyle x={\frac {y^{2}}{4p}}} запишем в виде
{\displaystyle x-x_{0}=x'_{0}(y-y_{0}),}
{\displaystyle x={\frac {y_{0}^{2}}{4p}}+{\frac {y_{0}}{2p}}(y-y_{0}),}
{\displaystyle x=my-m^{2}p,\quad } {\displaystyle m={\frac {y_{0}}{2p}},}
а уравнение нормали, проходящей через полюс {\displaystyle (a,\;b)}, —
{\displaystyle x-a=-{\frac {1}{m}}(y-b).}
Уберём {\displaystyle m}, получим искомое уравнение:
{\displaystyle m=-{\frac {y-b}{x-a}},}
{\displaystyle x(x-a)^{2}=-y(y-b)(x-a)-p(y-b)^{2}.}
Имеют место три разных случая, в которых дефективная гипербола выступает тремя разными частными случаями:
- полюс подеры находится на параболе. Тогда полюс — точка возврата подеры;

- если полюс лежит на касательной к вершине параболы, то подера — офиурида;

- если полюс совпадает с вершиной параболы, то подера — циссоида;

- полюс подеры находится во внешности параболы. Тогда полюс — узловая точка подеры;

- в частности, если полюс находится на директрисе параболы, то подера — строфоида;

- полюс подеры находится внутри параболы. Тогда полюс — мнимая изолированная точка подеры;

- если полюс лежит на оси симметрии параболы, но не совпадает с фокусом параболы, то подера — конхоида Слюза;
- если полюс совпадает с фокусом параболы, то подера состоит из трёх прямых на комплексной проективной плоскости:

- действительной прямой, которая касается параболы в её вершине;
- две мнимые прямые, которые пересекаются в фокусе параболы.

## Вариации и обобщения
Графики степенной функции {\displaystyle y=x^{n}} при натуральном показателе {\displaystyle n>1} называются параболами порядка {\displaystyle n}. Ранее рассмотренное определение соответствует {\displaystyle n=2,} то есть параболе 2-го порядка.
Парабола также представляет собой синусоидальную спираль при {\displaystyle \textstyle n=-{\frac {1}{2}}};

## Параболы в физическом пространстве

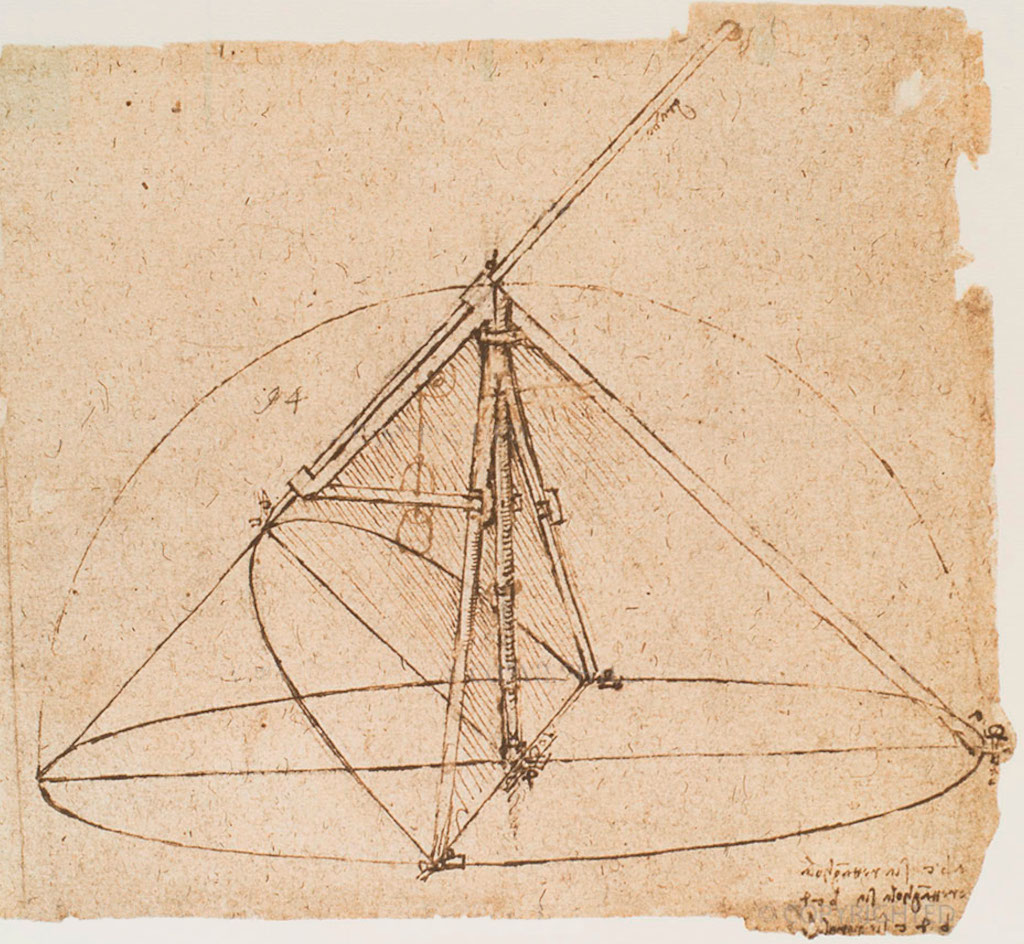
Параболический компас Леонардо да Винчи

Траектории некоторых космических тел (комет, астероидов и других), проходящих вблизи звезды или другого массивного объекта (звезды или планеты) на достаточно большой скорости, имеют форму параболы (или гиперболы). Эти тела, вследствие своей большой скорости, не захватываются гравитационным полем звезды и продолжают свободный полёт. Это явление используется для гравитационных манёвров космических кораблей (в частности, аппаратов Вояджер).
Для создания невесомости в земных условиях проводятся полёты самолётов по параболической траектории, так называемой параболе Кеплера.
При отсутствии сопротивления воздуха траектория полёта тела в приближении однородного гравитационного поля представляет собой параболу.
Также параболические зеркала используются в любительских переносных телескопах систем Кассегрена, Шмидта — Кассегрена, Ньютона, а в фокусе параболы устанавливают вспомогательные зеркала, подающие изображение на окуляр.
При вращении сосуда с жидкостью вокруг вертикальной оси поверхность жидкости в сосуде и вертикальная плоскость пересекаются по параболе.
Свойство параболы фокусировать пучок лучей, параллельных оси параболы, используется в конструкциях прожекторов, фонарей, фар, а также телескопов-рефлекторов (оптических, инфракрасных, радио- …), в конструкции узконаправленных (спутниковых и других) антенн, необходимых для передачи данных на большие расстояния, солнечных электростанций и в других областях.
Форма параболы иногда используется в архитектуре для строительства крыш и куполов.

Параболическая орбита и движение спутника по ней (анимация)
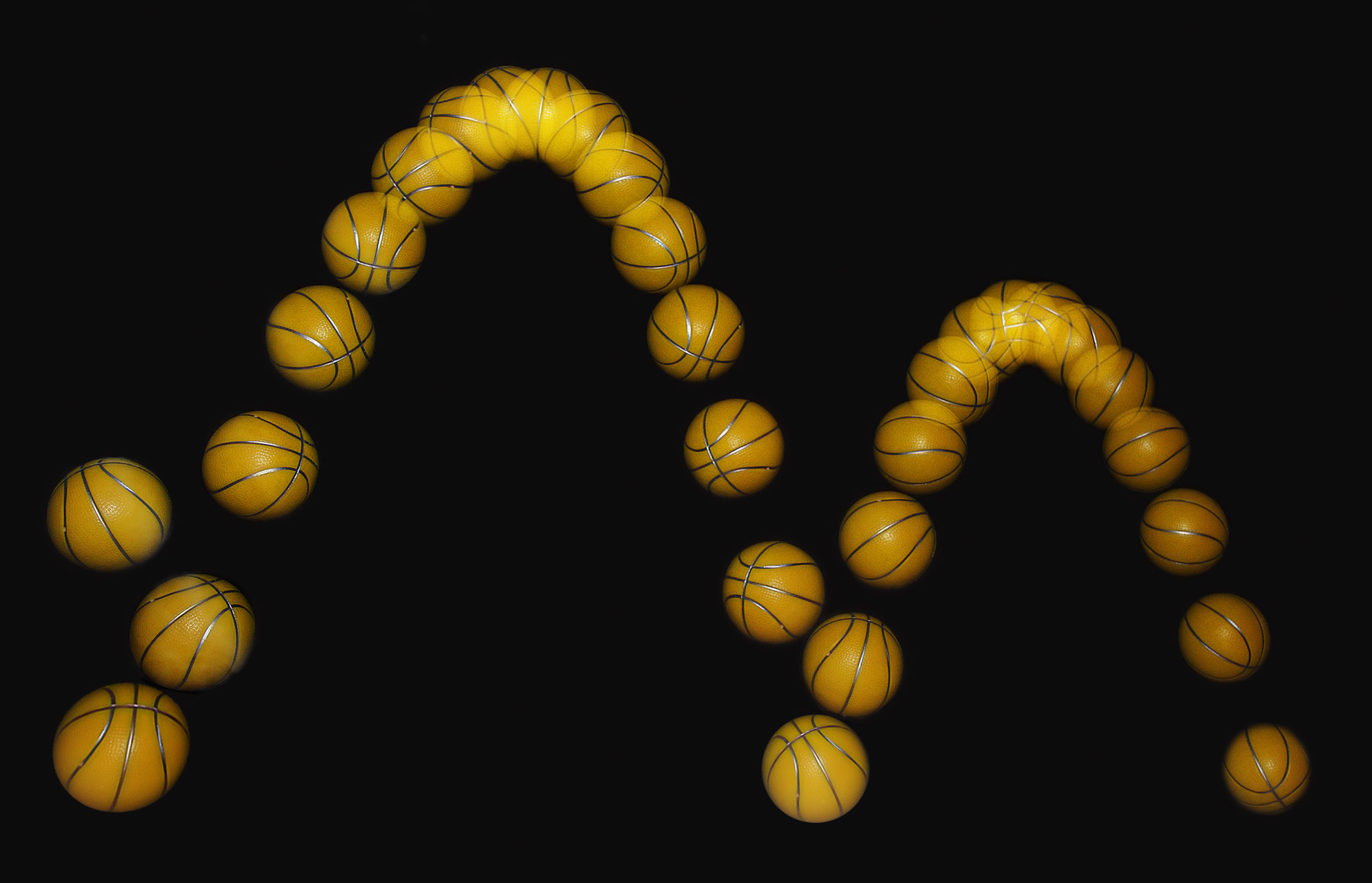
Падение баскетбольного мяча
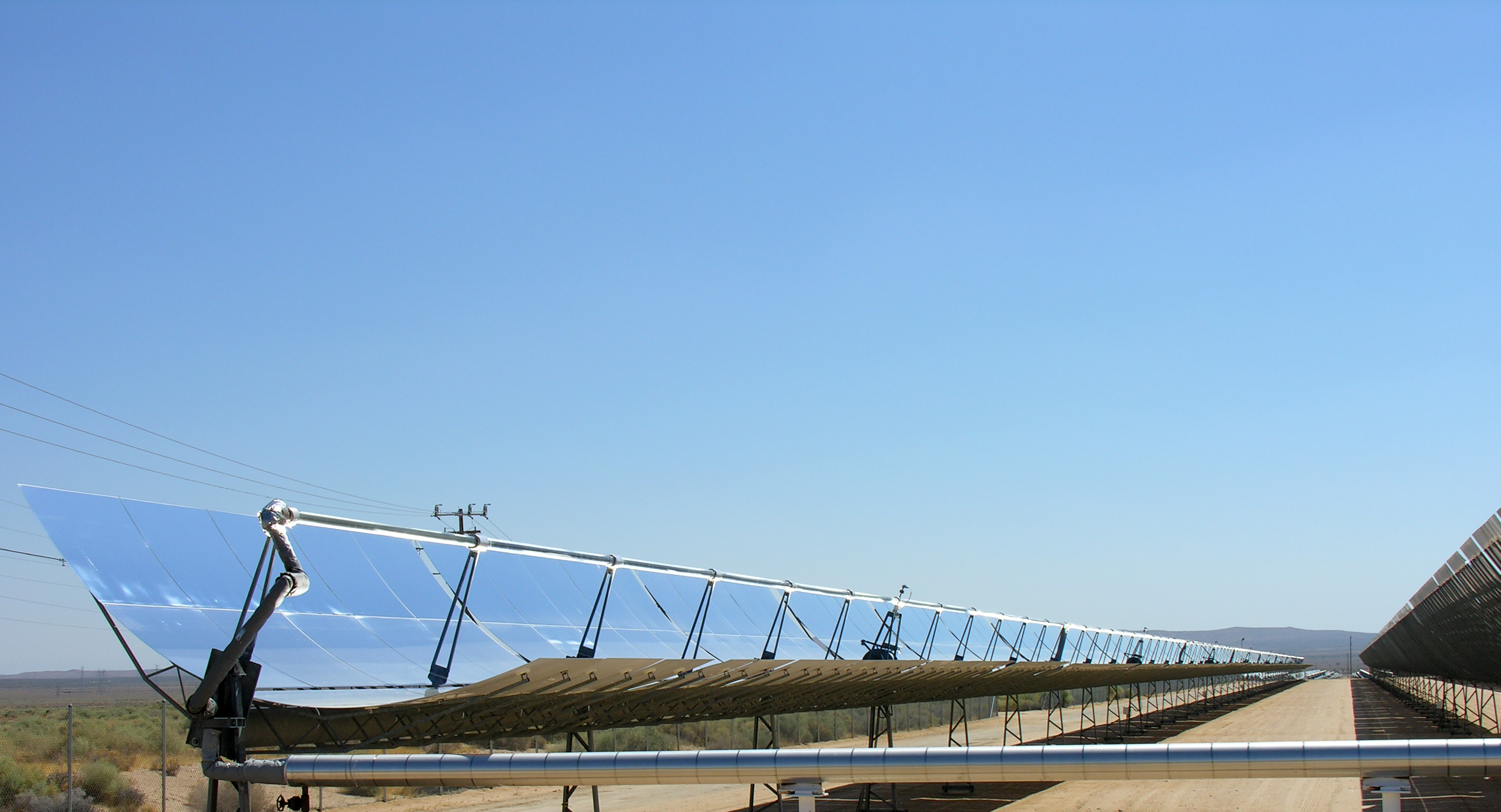
Параболическая солнечная электростанция в Калифорнии, США
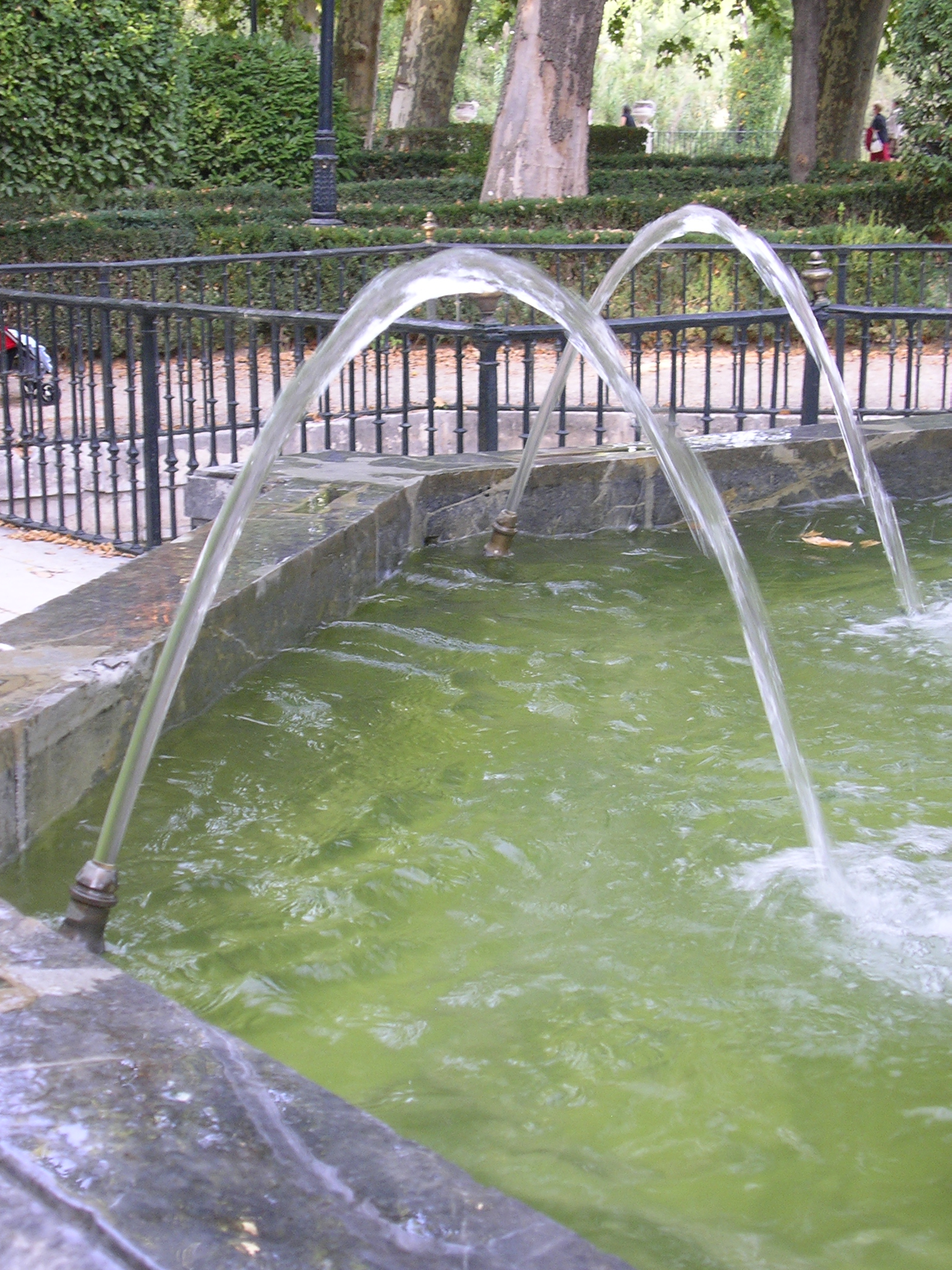
Параболические траектории струй воды
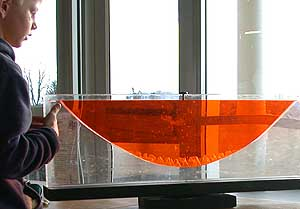
Вращающийся сосуд с жидкостью
Парабола — антиподера прямой